# Paraocchi (singolo)
Paraocchi è un singolo del cantante italiano Blanco, pubblicato il 25 febbraio 2021 come terzo estratto dal primo album in studio Blu celeste.

## Video musicale
Il video, diretto da Simone Peluso e girato in Ungheria, è stato reso disponibile il 26 febbraio 2021 sul canale YouTube del cantante.

## Tracce
Testi e musiche di Riccardo Fabbriconi, Michelangelo e Davide Simonetta.
1. Paraocchi – 2:36

## Classifiche

### Classifiche settimanali
| Classifica (2021) | Posizione massima |
| ----------------- | ----------------- |
| Italia            | 3                 |

### Classifiche di fine anno
| Classifica (2021) | Posizione |
| ----------------- | --------- |
| Italia            | 15        |
| Classifica (2022) | Posizione |
| Italia            | 77        |

## Riconoscimenti
- 2022 – Videoclip Italia Awards[9]
  - Candidatura al migliore montaggio
  - Candidatura alla migliore fotografia